# Dios Hieron

Mapa con algunas de las antiguas ciudades griegas en Jonia, donde se aprecia la ubicación de Dios Hieron, entre Lébedos y Notio.

Dios Hieron (griego antiguo, Διός Ἱερόν, cuyo significado es «Santuario de Zeus») fue una antigua ciudad griega de Jonia. 
Perteneció a la Liga de Delos puesto que aparece mencionada en registros de tributos a Atenas entre los años 454/3 y 416/5 a. C. Por otra parte, un decreto ateniense del año 427/6 a. C. indica que en ese momento Dios Hieron era dependiente de Colofón.
Es mencionada por Tucídides: en el año 412 a. C. los de Quíos, tras sublevarse contra los atenienses, equiparon varias naves con la intención de sublevar otras ciudades. Estuvieron en Anea y luego en Dios Hieron, donde se encontraron con las naves atenienses que estaban bajo el mando de Diomedonte. Las naves de Quíos huyeron desde allí hacia Éfeso y Teos.
Plinio el Viejo dice que los dioshieritas acudían a Éfeso para dirimir sus asuntos jurídicos.